# Oscarverleihung 1975
Übersicht aller ausgezeichneten Filme

◄◄ | ◄ | 1971 | 1972 | 1973 | 1974 | Oscarverleihung 1975 | 1976 | 1977 | 1978 | 1979 | ► | ►►

Weitere Ereignisse
Die Oscarverleihung 1975 fand am 8. April 1975 im Dorothy Chandler Pavilion in Los Angeles statt. Es waren die 47th Annual Academy Awards. Im Jahr der Auszeichnung werden immer Filme des vergangenen Jahres ausgezeichnet, in diesem Fall also die Filme des Jahres 1974.
Francis Ford Coppola wurde in insgesamt vier Kategorien gleichzeitig nominiert und in einer sogar zweimal. Für Der Pate – Teil II gewann er die Auszeichnungen als Produzent (Bester Film), Regisseur (Beste Regie) und Autor (Bestes adaptiertes Drehbuch). Für Der Dialog bekam er Nominierungen in den Kategorien Bester Film (als Produzent) und Bestes Original-Drehbuch. Zuvor konnte nur Orson Welles in vier verschiedenen Kategorien gleichzeitig Oscar-Nominierungen einstreichen (1941 für Citizen Kane).
Coppolas Der Pate – Teil II war zudem die erste Fortsetzung eines Oscar-prämierten Films (Der Pate), die ebenfalls den Oscar in der Kategorie Bester Film gewinnen konnte. Ebenfalls eine Premiere war, dass die Darstellung derselben Rolle (Vito Corleone) zum zweiten Mal mit einem Oscar ausgezeichnet wurde (Marlon Brando und Robert De Niro) und dass de Niro die Auszeichnung für eine Rolle bekam, die fast ausschließlich nicht englisch spricht.
| Film                       | N  | A |
| -------------------------- | -- | - |
| Chinatown                  | 11 | 1 |
| Der Pate – Teil II         | 11 | 6 |
| Flammendes Inferno         | 8  | 3 |
| Lenny                      | 6  | 0 |
| Mord im Orient-Expreß      | 6  | 1 |
| Erdbeben                   | 4  | 1 |
| Alice lebt hier nicht mehr | 3  | 1 |
| Die amerikanische Nacht    | 3  | 0 |
| Der Dialog                 | 3  | 0 |
| Der wilde wilde Westen     | 3  | 0 |
| Frankenstein Junior        | 2  | 0 |
| Eine Frau unter Einfluß    | 2  | 0 |
| Der große Gatsby           | 2  | 2 |
| Harry und Tonto            | 2  | 1 |
| Der kleine Prinz           | 2  | 0 |

## Moderation
Sammy Davis Jr., Bob Hope, Shirley MacLaine und Frank Sinatra führten als Moderatoren durch die Oscarverleihung. 

## Gewinner und Nominierungen

### Bester Film
präsentiert von Warren Beatty
Der Pate – Teil II (The Godfather: Part II) – Francis Ford Coppola, Gray Frederickson, Fred Roos
Chinatown – Robert Evans
Der Dialog (The Conversation) – Francis Ford Coppola
Flammendes Inferno (The Towering Inferno) – Irwin Allen
Lenny – Marvin Worth

### Beste Regie
präsentiert von Goldie Hawn, Robert Wise
Francis Ford Coppola – Der Pate – Teil II (The Godfather: Part II)
John Cassavetes – Eine Frau unter Einfluß (A Woman Under the Influence)
Bob Fosse – Lenny
Roman Polański – Chinatown
François Truffaut – Die amerikanische Nacht (La Nuit américaine)

### Bester Hauptdarsteller
präsentiert von Glenda Jackson
Art Carney – Harry und Tonto (Harry and Tonto)
Albert Finney – Mord im Orient-Expreß (Murder on the Orient Express)
Dustin Hoffman – Lenny
Jack Nicholson – Chinatown
Al Pacino – Der Pate – Teil II (The Godfather: Part II)

### Beste Hauptdarstellerin
präsentiert von Jack Lemmon
Ellen Burstyn – Alice lebt hier nicht mehr (Alice Doesn’t Live Here Anymore)
Diahann Carroll – Claudine
Faye Dunaway – Chinatown
Valerie Perrine – Lenny
Gena Rowlands – Eine Frau unter Einfluß (A Woman Under the Influence)

### Bester Nebendarsteller
präsentiert von Ryan O’Neal, Tatum O’Neal
Robert De Niro – Der Pate – Teil II (The Godfather: Part II)
Fred Astaire – Flammendes Inferno (The Towering Inferno)
Jeff Bridges – Die Letzten beißen die Hunde (Thunderbolt and Lightfoot)
Michael V. Gazzo – Der Pate – Teil II (The Godfather: Part II)
Lee Strasberg – Der Pate – Teil II (The Godfather: Part II)

### Beste Nebendarstellerin
präsentiert von Peter Falk, Katharine Ross
Ingrid Bergman – Mord im Orient-Expreß (Murder on the Orient Express)
Valentina Cortese – Die amerikanische Nacht (La Nuit américaine)
Madeline Kahn – Der wilde wilde Westen (Blazing Saddles)
Diane Ladd – Alice lebt hier nicht mehr (Alice Doesn’t Live Here Anymore)
Talia Shire – Der Pate – Teil II (The Godfather: Part II)

### Bestes Originaldrehbuch
präsentiert von James A. Michener
Robert Towne – Chinatown
Francis Ford Coppola – Der Dialog (The Conversation)
Robert Getchell – Alice lebt hier nicht mehr (Alice Doesn’t Live Here Anymore)
Josh Greenfeld, Paul Mazursky – Harry und Tonto (Harry and Tonto)
Jean-Louis Richard, Suzanne Schiffman, François Truffaut – Die amerikanische Nacht (La Nuit américaine)

### Bestes adaptiertes Drehbuch
präsentiert von James A. Michener
Francis Ford Coppola, Mario Puzo – Der Pate – Teil II (The Godfather: Part II)
Julian Barry – Lenny
Mel Brooks, Gene Wilder – Frankenstein Junior (Young Frankenstein)
Lionel Chetwynd, Mordecai Richler – Duddy will hoch hinaus (The Apprenticeship of Duddy Kravitz)
Paul Dehn – Mord im Orient-Expreß (Murder on the Orient Express)

### Beste Kamera
präsentiert von Jon Voight und Raquel Welch
Joseph F. Biroc, Fred J. Koenekamp – Flammendes Inferno (The Towering Inferno)
John A. Alonzo – Chinatown
Philip H. Lathrop – Erdbeben (Earthquake)
Bruce Surtees – Lenny
Geoffrey Unsworth – Mord im Orient-Expreß (Murder on the Orient Express)

### Bestes Szenenbild
präsentiert von Susan Blakely und O. J. Simpson
Angelo P. Graham, George R. Nelson, Dean Tavoularis – Der Pate – Teil II (The Godfather: Part II)
E. Preston Ames, Alexander Golitzen, Frank R. McKelvy – Erdbeben (Earthquake)
Raphael Bretton, William J. Creber, Ward Preston – Flammendes Inferno (The Towering Inferno)
W. Stewart Campbell, Ruby R. Levitt, Richard Sylbert – Chinatown
Peter Ellenshaw, Hal Gausman, John B. Mansbridge, Al Roelofs, Walter H. Tyler – Insel am Ende der Welt (The Island at the Top of the World)

### Bestes Kostümdesign
präsentiert von Lauren Bacall
Theoni V. Aldredge – Der große Gatsby (The Great Gatsby)
John Furniss – Daisy Miller
Anthea Sylbert – Chinatown
Theadora Van Runkle – Der Pate – Teil II (The Godfather: Part II)
Tony Walton – Mord im Orient-Expreß (Murder on the Orient Express)

### Beste Filmmusik (Original Dramatic Score)
präsentiert von Diahann Carroll und Johnny Green
Carmine Coppola, Nino Rota – Der Pate – Teil II (The Godfather: Part II)
Richard Rodney Bennett – Mord im Orient-Expreß (Murder on the Orient Express)
Jerry Goldsmith – Chinatown
Alex North – Shanks
John Williams – Flammendes Inferno (The Towering Inferno)

### Beste Filmmusik (Original Song Score)
präsentiert von Diahann Carroll und Johnny Green
Nelson Riddle – Der große Gatsby (The Great Gatsby)
Douglas Gamley, Alan Jay Lerner, Frederick Loewe, Angela Morley – Der kleine Prinz (The Little Prince)
George Aliceson Tipton, Paul Williams – Das Phantom im Paradies (Phantom of the Paradise)

### Bester Song
präsentiert von Gene Kelly
„We May Never Love Like This Again“ aus Flammendes Inferno (The Towering Inferno) – Joel Hirschhorn, Al Kasha
„Benji’s Theme (I Feel Love)“ aus Benji – Auf heißer Fährte (Benji) – Betty Box, Euel Box
„Blazing Saddles“ aus Der wilde wilde Westen (Blazing Saddles) – Mel Brooks, John Morris
„Little Prince“ aus Der kleine Prinz (The Little Prince) – Alan Jay Lerner, Frederick Loewe
„Wherever Love Takes Me“ aus Gold – Elmer Bernstein, Don Black

### Bester Schnitt
präsentiert von Macdonald Carey und Jennifer O’Neill
Carl Kress, Harold F. Kress – Flammendes Inferno (The Towering Inferno)
Danford B. Greene, John C. Howard – Der wilde wilde Westen (Blazing Saddles)
Michael Luciano – Die härteste Meile (The Longest Yard)
Sam O’Steen – Chinatown
Dorothy Spencer – Erdbeben (Earthquake)

### Bester Ton
präsentiert von Joseph Bottoms und Deborah Raffin
Ronald Pierce, Melvin M. Metcalfe Sr. – Erdbeben (Earthquake)
Gene Cantamessa, Richard Portman – Frankenstein Junior (Young Frankenstein)
Charles Grenzbach, Larry Jost – Chinatown
Herman Lewis, Theodore Soderberg – Flammendes Inferno (The Towering Inferno)
Walter Murch, Art Rochester – Der Dialog (The Conversation)

### Bester animierter Kurzfilm
präsentiert von Roddy McDowall und Brenda Vaccaro
Closed Mondays – Bob Gardiner, Will Vinton
The Family That Dwelt Apart – Yvon Mallette, Robert Verrall
Hunger – Peter Foldes, René Jodoin
Voyage to Next – Faith Hubley, John Hubley
Winnie Puuh und Tigger dazu (Winnie the Pooh and Tigger Too) – Wolfgang Reitherman

### Bester Kurzfilm
präsentiert von Roddy McDowall und Brenda Vaccaro
…les borgnes sont Rois – Paul Claudon, Edmond Séchan
Climb – Dewitt Jones
The Concert – Claude Chagrin, Julian Chagrin
Planet Ocean – George Casey
The Violin – George Pastic, Andrew Welsh

### Bester Dokumentarfilm (Kurzfilm)
präsentiert von Lauren Hutton und Danny Thomas
Don’t – Robin Lehman
City Out of Wilderness – Francis Thompson
Exploratorium – Jon Boorstin
John Muir’s High Sierra – Lesley Foster, Dewitt Jones
Naked Yoga – Ronald S. Kass, Mervyn Lloyd

### Bester Dokumentarfilm
präsentiert von Lauren Hutton und Danny Thomas
Hearts and Minds – Peter Davis, Bert Schneider
Antonia: A Portrait of the Woman – Judy Collins, Jill Godmilow
The Challenge… A Tribute to Modern Art – Herbert Kline
Der 81. Schlag (Ha-Makah Hashmonim V’Echad) – David Bergman, Jacques Ehrlich, Haim Gouri
The Wild and the Brave – Eugene S. Jones, Natalie R. Jones

### Bester fremdsprachiger Film
präsentiert von Susan George und Jack Valenti
Amarcord, Italien – Federico Fellini
Lacombe, Lucien, Frankreich – Louis Malle
Macskajáték, Ungarn – Károly Makk
Sintflut (Potop), Polen – Jerzy Hoffman
Der Waffenstillstand (La Tregua), Argentinien – Sergio Renán

## Ehrenpreise

### Ehrenoscar
Howard Hawks
Jean Renoir

### Special Achievement Award
Frank Brendel, Glen Robinson, Albert Whitlock für die besten visuellen Effekte in Erdbeben (Earthquake)

### Jean Hersholt Humanitarian Award
Arthur B. Krim

### Scientific and Engineering Award
Joseph D. Kelly
Burbank SSD
Samuel Goldwyn SSD
Quad-Eight Sound Corp.
Waldon O. Watson, Richard J. Stumpf, Robert J. Leonard

### Technical Achievement Award
Elemack Co.
Louis Ami